# Преъри (окръг, Арканзас)
Окръг Преъри (на английски: Prairie County) е окръг в щата Арканзас, Съединени американски щати. Площта му е 1751 km², а населението – 8715 души (2010). Административни центрове са градовете Дес Арк и Ди Волс Блъф.